# Caishen

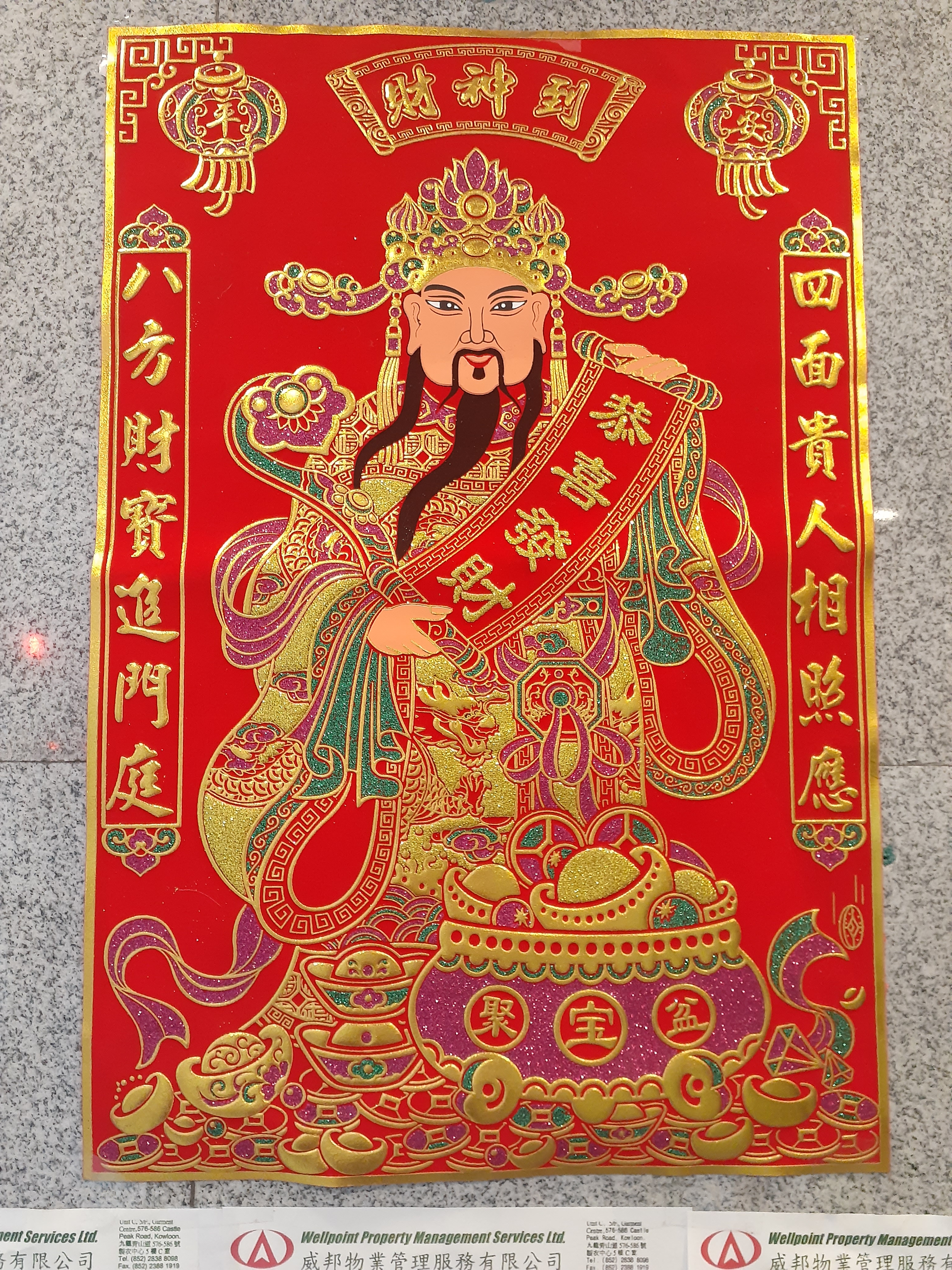
Caishen.

Caishen Tsai Shen Caishen (förenklad kinesiska: 财神; traditionell kinesiska: 財神; ordagrant: "rikedomens gud") är den mytologiska figur som dyrkas i kinesisk folkreligion och i taoismen. Han har identifierats med många historiska figurer, som setts som hans förkroppsligade former, bland andra Zhao Gongming (趙公明, Wade–Giles: Chao Kung-ming; också känd som Zhao Gong Yuanshuai 趙公元帥 "Lord Zhao marskalken"), Fan Li och Bi Gan. Ett stort tempel till Caishens ära har byggts på 2000-talet i Zhouzhi, Xi'an, Shaanxi. 
Caishens namn åkallas ofta under firandet av det kinesiska nyåret. Han firas med rika gåvor och hans bild delas ut på nyårsdagen.